# Свидетел в града
„Свидетел в града“ (на френски: Un témoin dans la ville) е трилър от 1959 година, копродукция на Франция и Италия с участието на Лино Вентура. Сценарият за филма е написан въз основа на едноименния роман на дуета френски криминални писатели Боало-Нарсьожак.

## Сюжет
Внимание:  Текстът по-долу разкрива сюжета на произведението (или части от него)!
Индустриалецът Пиер Вердие (Жак Бертие) убива любовницата си, Жана Анселен (Франсоаз Брион), избутвайки я от набиращия скорост влак. Съдебният следовател, въз основа доказателствата, обявява смъртта на Жана за нещастен случай и оправдава Вердие.
Съпругът на Жана, Анселен (Лино Вентура) вярва, че Вердие е убил съпругата му. През нощта той прониква в дома на Вердие, развърта бушоните, изважда патроните от намерения в чекмеджето на масата пистолет и поставя върху нея снимка на Жана. Прибирайки се в къщи, Вердие установява, че някой е изключил тока. Той запалва свещ, поръчва си такси и вземайки пистолета, тръгва на оглед из къщата. В хола се натъква на Анселен, който го удушава, а след това слага на врата му предварително приготвена примка, инсценирайки самоубийство.
Когато излиза от къщата, Анселен се среща с таксиметровия шофьор (Франко Фабрици), поръчан от Вердие. В първия момент, Анселен решава да го подмине незабелязано, но шофьора го пита за поръчката и вижда лицето му. Анселен разбира, че той ще се превърне в нежелан свидетел и решава да убие и него. Разбирайки намеренията на Анселен, шофьорът заминава. Анселен едва успява да запише номера на таксито.
Анселен отменя планираната командировка и си наема стая в хотел. Взима автомобил под наем и започва издирването на таксито. Вечерта, по номера на таксиметровия автомобил, Анселен установява компанията, а скоро след това и самия шофьор, който се казва Ламбер. Анселен наблюдава, как след приключването на смяната си, Ламбер първо отива в съседното кафене, където се среща с колегите и годеницата си, диспечерката от таксиметровата компания Лилиан (Сандра Мило), а след хваща метрото, за да се прибере у дома. На метростанцията, Анселен е готов да блъсне Ламбер под колелата на приближаващия влак, но в последния момент нещо го спира. По-късно в дома на Ламбер пристига Лилиан, носейки вестник, в който се съобщава за самоубийството на индустриалеца Вердие. Лилиан е наясно, че същата нощ Ламбер е бил извикан на този адрес и се е сблъскал с непознат мъж. Тя настоява Ламбер да отиде и да разкаже всичко на полицията, но той предпочита да се направи, че все едно нищо не е видял и нищо не знае.
След наколко неуспешни опита, една вечер Анселен успява да се качи в таксито на Ламбер като клиент. Той иска от Ламбер запалка, с която осветява лицето си. Ламбер разпознава Анселен и по време на движение откача комутатора на радиостанцията си, за да може в диспечерския пункт да чуват какво се случва в автомобила му. След кратко пътуване из града, Ламбер се опитва да провокира катастрофа. Анселен го измъква от колата и след това диспечерите чуват изстрел.
Не знаейки, че радиовръзката е все още свързана, Анселен се качва в таксито и напуска местопрестъплението. От диспечерския пункт заповядват на всички таксиметрови шофьори да започнат разследване и преследване на автомобила на Ламбер. Моментално на мястото на произшествието пристигат десетки автомобили. Скоро една шофьорка, Жермен (Мишлин Лучиони) се натъква на следите на Анселен. Тя го подгонва, принуждавайки го да влезне в задънена улица и блокира с колата си изхода. Анселен тръгва назад, разбива таксито и, а самата Жермен губи съзнание.
Раненият Анселен се добира някак си до хотела, но рецепционистката вижда следите от кръв по стълбите и информира полицията. Виждайки през прозореца пристигналия полицейски отряд, Анселен се измъква през аварийния изход, качва се в наетия автомобил и заминава. Скоро след това го локализират таксиметровите шофьори и започват да го преследват по улиците на нощния Париж. След поредното стълкновение с таксиметров автомобил, колата на Анселен вече не е в състояние да продължи да се движи. Той излиза от нея и едва придвижвайки се, се опитва да се укрие в зоологическата градина в Булонския лес. Таксиметровите шофьори продължават да го преследват и скоро десетки автомобили го обкръжават и осветяват с фаровете си в средата на открития площад на парка. Анселен отказва да се предаде и загива, застрелян от пристигналите полицейски сили.

## В ролите
| Изпълнител     | Роля         |
| -------------- | ------------ |
| Лино Вентура   | Анселен      |
| Франко Фабрици | Ламбер       |
| Сандра Мило    | Лилиан       |
| Жак Бертие     | Пиер Вердие  |
| Мишлин Лучиони | Жермен       |
| Робер Далбан   | Раймон       |
| Жинет Пижион   | Мюриел       |
| Франсоаз Брион | Жана Анселен |

## Продукция
По работата над филма, режисьорът Едуар Молинаро използва много визуални прийоми, характерни за експресионистичното кино и филмите ноар, в частност нестандартни ракурси, контрастни кадри, игра на светлини и сенки, множество нощни епизоди и светлината от неонови реклами. Един от ключовите елементи на филма е радиофицираното такси, с помощта на което героите общуват, обясняват се в любов и в кулминационния момент следят от диспечерския пункт действията на престъпника. Друга отличителна черта на филма е представянето на таксиметровите шофьори като единна и сплотена организация, способна да мобилизира сили и ресурси, достатъчни за залавянето и наказването на престъпника в огромния, нощен Париж. Всичко това се случва на фона на хладен джазов саундтрак.